# Diskeeper
Diskeeper（ディスキーパー）はCondusiv Technologiesが開発していたWindows用デフラグメンテーションソフトウェアである。

## 概要
ファイルの断片化を未然に防ぐ機能などを搭載した、高性能のデフラグメンテーション(以下デフラグ)ソフトである。Windows 2000, Windows XP, Windows Server 2003 に標準で搭載されているデフラグツールはDiskeeperの機能削減版となっている。そのため、DiskeeperをインストールすることでOS標準のデフラグ機能を置き換え、制限されていたシステムファイルの断片化の解消などを行えるようになる。
Diskeeperはアメリカ合衆国のCondusiv Technologies（社名は2005年までExecutive Software International、2011年までDiskeeper Corporation）が開発し、日本では1996年より相栄電器株式会社がローカライズして販売を行っていたが、日本語版は2018年発売のDiskeeper 18を最後に2022年11月をもって販売を終了した。また、本家英語版も同バージョンで開発が終了し、Diskeeperの機能は同社のDymaxIOというWindows最適化ソフトウェアに統合された。

## 歴史
最初のDiskeeperは1986年にVMS用のデフラグソフトとして発売された。
後に主力となるWindows版は、1995年に同社がWindows NT 3.5, 3.51用のデフラグソフトを発売した事が始まりである。当時のWindows NTはクラスタの移動などデフラグを行うのに必要な機能が備わっていなかったため、同社はマイクロソフトからWindows NTのソースコードを購入してドライバを改造し、Diskeeperのインストール時にWindowsのファイルを差し替えるようになっていた。しかし、後にリリースされたサービスパックのインストールなどによって互換性の問題が生じ、同社やマイクロソフトにトラブルの問い合わせがあった。このため、Windows NT 4.0の開発時にマイクロソフトとDiskeeperの開発者が協議して必要なAPIをWindowsのドライバに実装した。Diskeeper 2.0はこのWindows NT 4.0に対応している。
1997年、マイクロソフトはWindows 2000にDiskeeperのマニュアルバージョンを組み込むことを発表した。このバージョンはSet It and Forget It機能（スケジュールとバックグラウンド実行機能）などを省略したもので、Windows 2000, XP, Server 2003に搭載されている。Windows XP, Server 2003ではマスター ファイル テーブル (MFT) のオンラインデフラグに対応し、空き領域の統合処理を省略した代償にデフラグの速度を改善している。
Diskeeper 4.0まではWindows NT 4.0のFAT (FAT16) およびNTFSフォーマットのみ対応していたが、5.0からWindows 9x系やFAT32 フォーマットに対応した。Windows 95, NT 4.0に対応した最終バージョンは8、Windows 98, Meに対応した最終バージョンは10、Windows 2000に対応した最終バージョンは2009。
2006年に発売されたDiskeeper 10より、32ビット系Windows OSだけでなく、64ビット系Windows OSにもネイティブで対応している。この次のバージョンからはDiskeeper 2007と年号方式に変わった。2011年7月に発売された2012年度版となるバージョン16では、年号の下二桁が製品名 (Diskeeper 12) となっている。
Diskeeper 2007は、Home, Professional, Pro Premier（ここまでがコンシューマ向け）, Server, EnterpriseServer（サーバOS向け）, Administrator（ネットワーク管理ツール）と多くのエディションが用意されている。このバージョンからアクティベーションが必須となり定期的にインターネット経由での認証が行われるようになった。
Diskeeper 2010からはデフラグできるディスクの容量制限が廃止された。
Diskeeper 12からはインターフェースが大幅に変更され、従来までProfessional/Serverエディションにのみ搭載されていたHyperFastテクノロジー（SSD最適化）が全エディションに搭載され、またコンピュータの起動時間を向上させるHyperBoot機能がHome/Professionalエディションに新搭載された。

## 機能
HyperFastSSDの最適化機能。フラッシュメモリの書き換え回数制限等、特性を考慮した特殊な方法でデフラグする。Diskeeper 2009の有償アドオンとして登場し、「with HyperFast」を含むエディションに搭載。Diskeeper 12以降は全エディションに搭載。
IntelliWrite（インテリライト）ファイルシステムのドライバとして動作し、ファイル断片化を未然に防ぐ機能。Diskeeper 2008で追加された。
自動デフラグコンピューターの使用状況を監視してバックグラウンドでデフラグを行うInvisiTaskingとリアルタイム・デフラグを組み合わせ、ファイル断片化を即時解消できるようになる機能。従来の「Set It and Forget It」を強化する形でDiskeeper 2007から追加された。
I-FAASTボリュームの論理的および物理的な性質の両面が考慮され、ファイルの順序が決められたうえで、ファイルへのアクセスと作成時間をスピードアップが可能となる機能。Diskeeper 10でPro Premierエディションに追加された。
ダッシュボード一目で、Diskeeperのメモリーリソースの使用状況や、ファイル断片化解消状況などが把握できる機能。
Frag ShieldMFTとページファイルの断片化を阻止する機能。Diskeeper 5.0で追加された。
Set It and Forget It曜日や時間帯などのスケジュールを設定してバックグラウンド（低い優先度）でデフラグを実行する機能。初期バージョンの目玉機能だったが、Diskeeper 2007より「自動デフラグ機能」に強化された。
Microsoft Operations Manager（MOM）と System Center Operations Manager（SCOM）に対応ネットワーク上の多数のPC上のDiskeeperをMOMおよびSCOMでモニタできる。

## それぞれのエディション
Diskeeper 7.0まではクライアント向けのWorkstationとサーバー向けのServerの2つのエディションだったが、Diskeeper 8より機能やサポートするボリュームサイズで差別化が進み、Diskeeper 2007では以下のエディションが存在する。
Home必要な最低限の機能（自動デフラグ機能、ブートタイムデフラグ機能、IntelliWrite機能）を搭載。ダッシュボード上にはアクティブリソースのグラフが表示されないので、ソフトが動作しているのかどうか分かりづらい場合がある。日本語版のみの制限として、Windowsの一部上位エディションには対応していない。完全に家庭用であり、Administratorエディションによる制御の対象外。
ProfessionalHomeに搭載されている機能に加え、ダッシュボード上にアクティブリソースのグラフが表示できるようになったり、大容量のファイルがデフラグできるようになっている。またコマンドラインのサポートおよびFrag Shield、I-FAAST (Diskeeper 2009以降) が有効になっている。
Pro PremierProfessionalに搭載されている機能に加え、テラバイト・ボリューム・エンジン(TVE)という大容量ボリューム、大容量ファイルを処理する専用のデフラグエンジンを搭載。Diskeeper 12からProfessionalエディションに統合された。
Server基本機能はPro Premierと同じだが、Windows Server系OSに対応。
EnterpriseServer更なる大容量における性能を向上したタイタン・デフラグ･エンジン(TDE)を搭載。
Administratorネットワーク上にあるDiskeeperを管理するツール。これ自体にはデフラグ機能はない。
LiteDiskeeperの無償配布版。機能は分析とデフラグのみ。デフラグエンジンはDiskeeper 7.0相当のため、新しいバージョンと比べるとデフラグの所要時間は長い。2003年頃に公式配布は終了している。

## ローカライズの遅れ
もともと海外でのローカライズ作業のため、以前は海外での最新版リリースから日本語版が発売されるまでに時間がかかっていた。
Windows Vistaが発売された時点での本家の最新版は2007であったが、日本ではバージョン10だった。ところが米Diskeeper Corporationは当時最新版である2007でのみVistaへの対応を行うと発表したため、相栄電器株式会社が日本語版が完成次第無償提供するという条件で英語版を発売するに至った。
しかし、2008以降は世界同時発売（日本語版含む）となったので、タイムラグ無しで最新版の入手が可能になった。